# Maurice Baud
Pour les articles homonymes, voir Baud.
Maurice Baud (1866-1915) est un artiste peintre, graveur et essayiste suisse ayant vécu entre Genève et Paris.

## Biographie
Georges Maurice Baud, né à Genève le 14 octobre 1866, est lié à une famille de joailliers et d'artistes genevois. Il est le fils du peintre sur émail et à l'huile Jean-Marc Baud (1828-1907). Il part assez jeune à Paris et se consacre à la gravure sur bois, soutenu par Clément-Édouard Bellenger ; ses premières productions, très soignées, remontent à la fin des années 1880.
Fréquentant les « Suisses installés à Paris », il se fait l'interprète entre autres des dessins de son ami Louis Dunki, ou de son cousin Auguste Baud-Bovy, tous deux également peintres. Il fréquente Albert Trachsel et Charles Morice, lequel lui présente Paul Verlaine.
Vers 1890, il se rapproche de la revue La Plume ; il exécute le portrait d'Édouard Dubus dont il est l'ami. Il interprète quelques dessins de Frédéric-Auguste Cazals, toujours pour La Plume, et relatifs à Paul Verlaine (1896). Il signe des études sur la gravure dans le Journal des artistes (1896).
Il est un des fondateurs du Cercle des arts et des lettres de Genève lançant en octobre 1898, l'organe La Maison des artistes, une revue qui n'a qu'un seul numéro. Les idées que Baud y développe sont largement inspirées de Barthélemy Menn. Il se rapproche de Henry-Claudius Forestier, et de la Société suisse d’affiches artistiques ; Maurice  Baud produit avec lui de nombreuses affiches lithographiées.
En 1901, il crée le journal d'art Genève nouvelle.
En 1907, il publie à Genève un essai, Les Caractères hétérodoxes de l'art gothique (chez W. Kündig).
À Paris, il devient le secrétaire d'Auguste Rodin entre 1909 et 1910. Alexandre Blanchet exécute son portrait peint en 1912. Il collabore à d'autres revues comme les Cahiers vaudois, ou La Voile latine (1904-1910),. En 1914, il publie chez Tarin à Lausanne, Propos licites sur l'actualité politique.
En janvier 1916, peu après sa mort soudaine, une rétrospective de son œuvre est organisée à la galerie Moos de Genève, dont Maurice Barraud fait l'affiche.
- François dit Franz (1889-1960), sculpteur
- Madeleine (1894-1978), musicienne et compositrice
- Paul Maurice (1896-1964), sculpteur
- Thérèse (1898-1979), poétesse et enseignante
- Pierre Barthélemy (1900-1977), sculpteur
- Jean Étienne Maurice (1902-1970), violoniste, altiste, compositeur élève de Vincent d'Indy, et organiste à Saint-Denis-du-Saint-Sacrement, à Paris[9].

## Ouvrages illustrés
- Alfred-Auguste Ernouf, Compositeurs célèbres : Beethoven, Rossini, Meyerbeer, Mendelssohn, Schumann, cinq gravures originales sur bois, Paris, Perrin, 1888.
- Nikolaï Nekrassov, Poésies populaires, portrait en frontispice original de Baud, Paris, Perrin, 1888.
- André Laurie, Mémoires d'un collégien russe, dessins de Georges Roux gravés par Baud, Paris, Jules Hetzel et Cie, 1889.
- Paul Verlaine, Dédicaces, dessins de Frédéric-Auguste Cazals gravés par Baud, Paris, Bibliothèque artistique et littéraire, 1890.
- Édouard Dubus, Quand les violons sont partis, portrait dessiné et gravé par Baud, Paris, Bibliothèque artistique et littéraire, 1892.
- Jean Aicard, Don Juan ou La comédie du siècle, illustrations de Jean-Paul Laurens, E. Vidal et L. Montégut, gravures de Baud, Paris, E. Dentu, 1893.
- Honoré de Balzac, La Maison du Chat-qui-pelote, dessins de Louis Dunki gravés par Baud, Paris, L. Carteret, 1899.
- Charles Morice, Baud-Bovy : un peintre de la montagne, Genève, Éditions de La Montagne, 1899.
- Émile Besnus, Le navire d'Isis : reliquiæ, Paris, Éditions du Mercure de France, 1899.
- John Peter, Petites chroniques genevoises : dix récits de l'histoire de Genève, 1525-1605, Genève, J. Jullien, 1900.
- Vingt œuvres du peintre Baud-Bovy (1848-1899), préface de Roger Marx, poème de Charles Morice, gravures sur bois originales de Maurice Baud, Genève, Cercle des arts & des lettres, 1901.